# Schlotheimia trichomitria
Schlotheimia trichomitria là một loài rêu trong họ Orthotrichaceae. Loài này được Schwägr. mô tả khoa học đầu tiên năm 1826.